# 합이 셋이오
합이 셋이오는 한국방송공사 드라마이다.

## 제작진
- 극본 :
- 연출 : 윤석호

## 출연진
- 강민영
- 김무생
- 김성일
- 김성찬
- 김혜리
- 사미자
- 서갑숙
- 손현주
- 이창훈
- 주현